# Adham Sharara
Adham Sharara (né le 24 mars 1953 au Caire, de nationalité canadienne) est le président de la Fédération internationale de tennis de table (ITTF).

## Biographie
Il a commencé le tennis de table à l'âge de 10 ans. Neuf ans plus tard il est sélectionné dans l'équipe nationale du Canada.
Il a été élu président de la Fédération internationale de tennis de table en octobre 1999.
Il succède à ce poste au chinois Xu Yinsheng.
Durant son mandat, des modifications significatives ont été apportées aux règlements sportifs : augmentation de la taille de la balle de 38 à 40 mm, passage aux sets de 11 points (au lieu de 21), règle du service non masqué, interdiction de la colle avec solvants, ... Il veut aussi trouver une alternative aux balles en celluloïd qui contiennent elles aussi des solvants, dangereux pour la santé.
Il a été réélu en 2013 pour un mandat de 4 ans,, mais l'allemand Thomas Weikert lui succède en septembre 2014.